# 孟买历史

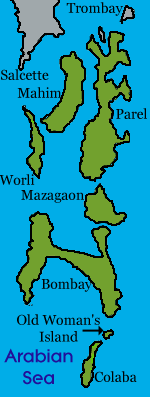
孟买七岛

## 兴起
现在的孟买起初是七个小岛组成的一个群岛。
在孟买北部Kandivali附近发现的人造器物显示这些岛屿自从石器时代已经有人居住。 最早的文字记载可以追溯到公元前250年，来到这里的古希腊人将这里称为“海薄达埃希亚”（Heptanesia），意即七个岛。公元前3世纪，这些岛屿是孔雀王朝的一部分，由信奉佛教的皇帝阿育王统治。后来印度教的Silhara 王朝统治这些岛屿，直到1343年被穆斯林的古吉拉特王国吞并。群岛上一些最古老的大厦– 象岛石窟和Walkeshwar 庙宇建筑群可以追溯到这一时期。初到此地的希腊人称孟买地区为，意即“七个岛”，因为此处海边有7个相邻很近的岛屿。

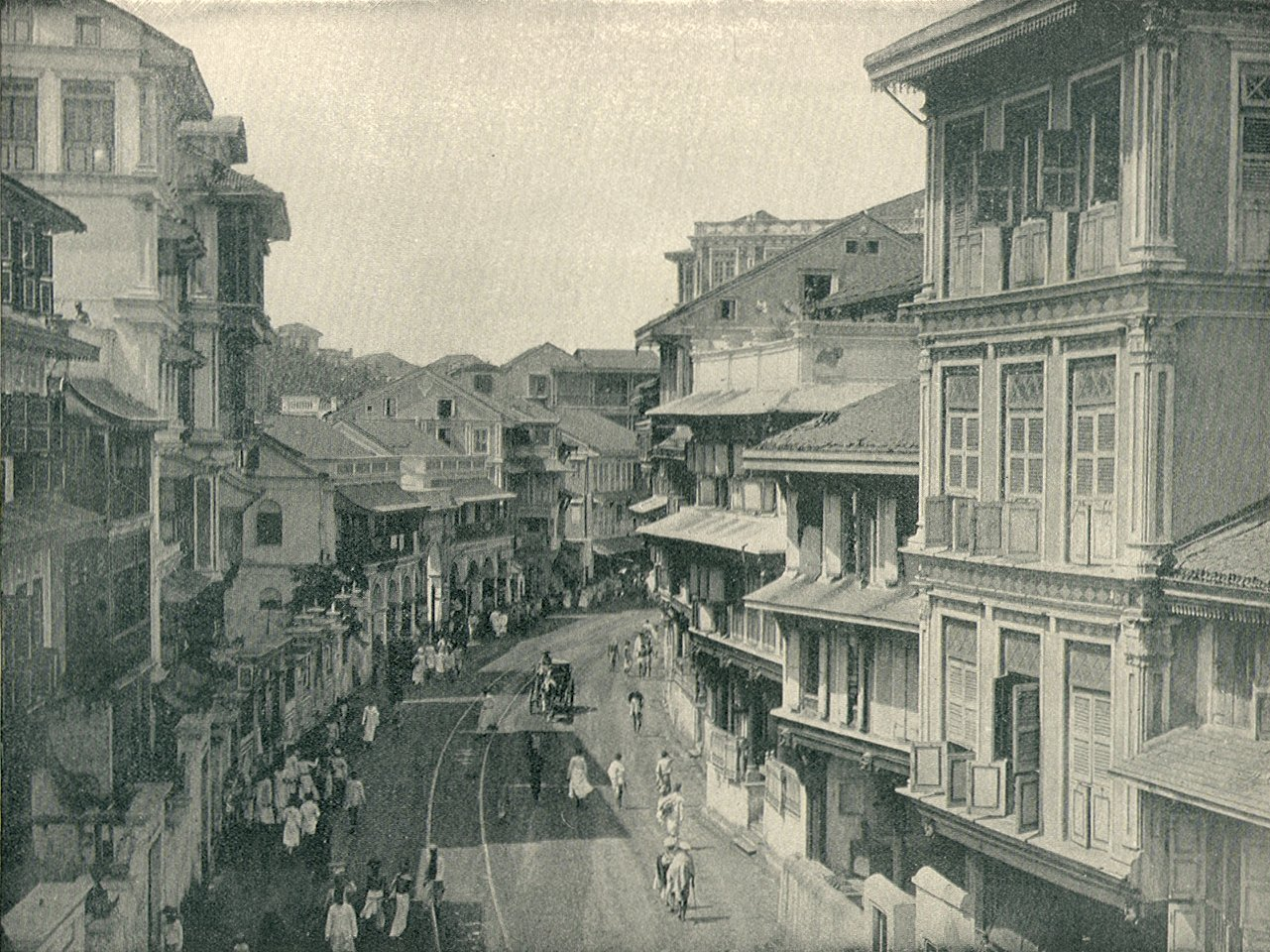
1890年代的孟买街头

## 殖民地时代
1534年12月23日，葡萄牙人从古吉拉特苏丹巴哈杜尔·沙手中得到这几个岛屿。1661年6月23日，葡萄牙布拉干萨的凯瑟琳嫁给英格兰国王查理二世，这几个岛屿作为嫁妆送给英国。1668年9月，这几个岛屿被转租给英国东印度公司，每年的租金为10英镑。公司在岛屿的东岸建造了深水港，作为他们前来南亚次大陆的第一个停靠港口。人口迅速增长，从1661年的10,000人，增长到1675年的60,000人；1687年，英国东印度公司将其总部从苏拉特迁到孟买。该市最终成为孟买 Presidency总部。 
从1817年起，该市被改造 with 大型土木工程使得这组群岛被合并成一大块。这个工程称为Hornby Vellard，完成于1845年，导致总面积猛增到438 平方千米。1853年，印度第一条客运铁路线建成，将孟买和Thane镇连接起来。在美国内战期间(1861-1865)，该市成为世界首要的棉花贸易市场，导致了经济的繁荣，随后提高了该市的 地位。苏伊士运河在1869年开通以后，孟买地位更加重要，变成了阿拉伯海上最大的海港之一。

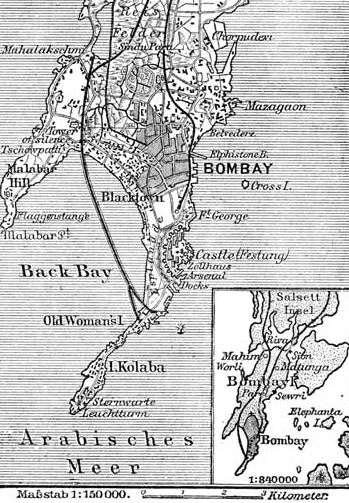
1888年孟买地图

在其后三十多年中，该市成长为一个主要中心城市，刺激 an improvement in infrastructure 和 construction of 该市许多机构。1906年，该市的人口膨胀到100万，名列印度第二位，仅次于加尔各答。作为孟买 Presidency的首府，它也是印度独立运动的主要基地，圣雄甘地在1942年发起的离开印度运动是该地最突出的事件。

## 独立以后

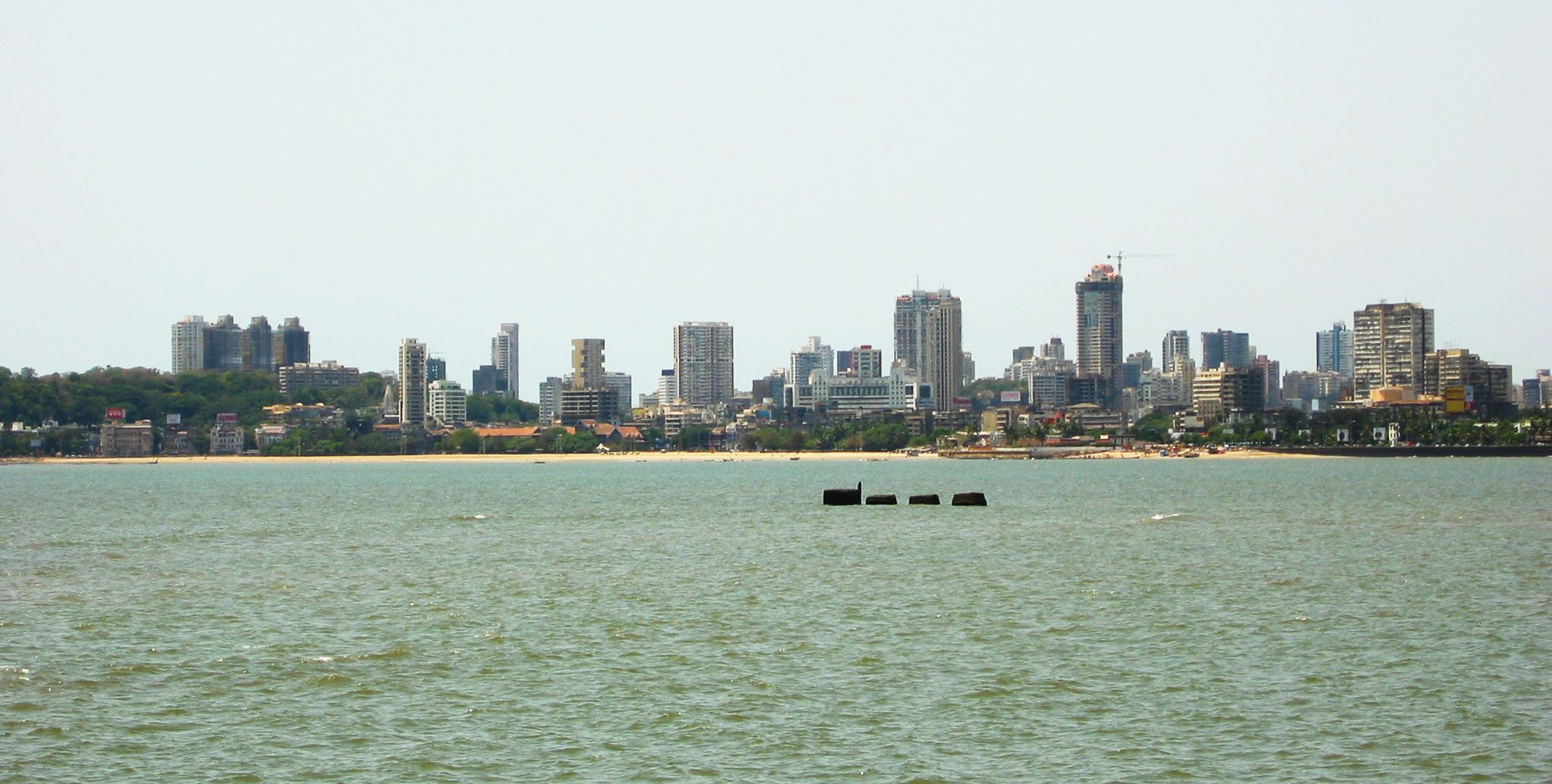
从海上看到的孟买天际线

1947年印度独立以后，该市成为孟买邦首府。1950年该市扩展到现有界限，合并了北面Salsette 岛的一部分。 
1955年，印度各邦按照语言进行重组，孟买邦按照语言被分别划入马哈拉施特拉邦和古吉拉特邦，又一个要求该市单独成立一个自治的城市邦。可是，Samyukta 马哈拉施特拉邦运动反对这么做，坚持孟买成为马哈拉施特拉邦的首府。这次抗议取得了成功，但发生了警察开火，杀死105人的惨剧。1960年5月1日，以孟买为首府的马哈拉施特拉邦宣告成立。
1970年代末，孟买取代加尔各答成为印度人口最多的城市，建筑业繁荣，大批移民流入。这导致生成捍卫“土壤之子”权利的湿婆神军党在1966年成立。 1992年，该市长期的 fabric was torn apart , after 大规模宗派暴力 ，引起生命财产的广泛损失。数月之后，3月12日，孟买黑社会在几个城市地标制造1993年孟买连环爆炸案，大约300人丧生。1995年11月22日，由湿婆神军党执政的马哈拉施特拉邦政府为要贯彻其更改殖民制度遗留的历史名称的政策，将该市名称由Bombay更名为Mumbai。
| 年份 | 人口    |
| ---- | ------- |
| 1661 | 10.000  |
| 1675 | 60.000  |
| 1764 | 100.000 |
| 1780 | 114.000 |
| 1806 | 200.000 |
| 1814 | 240.000 |
| 1830 | 229.000 |
| 1845 | 500.000 |
| 1864 | 816.562 |
| 1872 | 644.605 |
| 1881 | 773.196 |
| 1891 | 821.764 |

| 年份 | 人口       |
| ---- | ---------- |
| 1901 | 812.912    |
| 1911 | 1.018.388  |
| 1921 | 1.244.934  |
| 1931 | 1.268.936  |
| 1941 | 1.686.127  |
| 1951 | 2.966.902  |
| 1961 | 4.152.056  |
| 1971 | 5.970.575  |
| 1981 | 8.227.382  |
| 1991 | 9.925.891  |
| 2001 | 11.914.398 |
| 2006 | 12.883.645 |

在过去2年中，孟买已经发生了数起公共汽车炸弹爆炸案。2006年，孟买还发生了2006年7月11日孟买火车连环爆炸案，数枚炸弹几乎同时在孟买郊区铁路爆炸，造成超过200人丧生。